# Boulenger
Pour les articles homonymes, voir Boulenger (homonymie).
Pour les articles ayant des titres homophones, voir Boulanger et Boullanger.

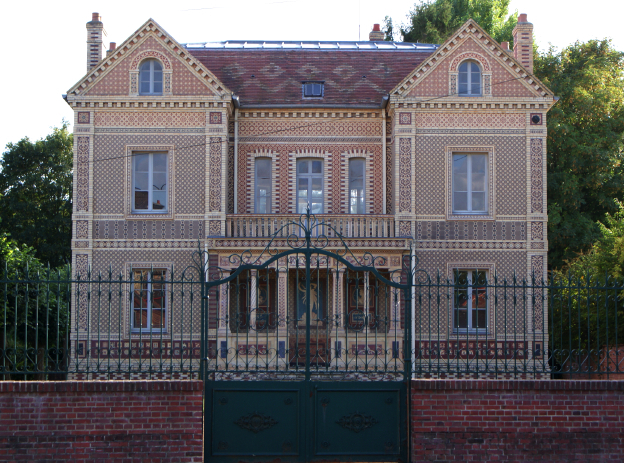
Maison Boulenger à Auneuil.

Boulenger est le nom d'une dynastie d'industriels français de la céramique qui furent propriétaires, à partir du milieu du XIXe siècle, des Faïenceries de Choisy-le-Roi. L'entreprise porte toujours leur nom.
Outre la faïence de table, ses séries d'assiettes, et le développement de collections intermédiaires, la maison Boulenger proposait des objets d'art, luxueux et parfois monumentaux. L'entreprise connaît son heure de gloire avec le marché du métro parisien pour lequel elle fournit, avec la faïencerie de Gien, les célèbres revêtements muraux en carreaux blancs des tunnels du réseau ferroviaire souterrain parisien.

## Historique

### Empire de la céramique
- 1804 : création de la faïencerie des frères Paillart – Valentin, Melchior et Nicolas – à Choisy-le-Roi.
- 1824 : Valentin Paillart, seul frère restant, s'associe à Hippolyte Hautin, qui a travaillé auparavant à la manufacture de faïence de Creil.

En 1836, Hippolyte Hautin, resté seul, s'associe à Louis-Xavier Boulenger (1800-1858).
- 1863 : Hippolyte Boulenger (1836-1892)[4], neveu de Louis-Xavier Boulenger et fils d’Adolphe Boulenger et Alexandrine Hautin (1814-1900), devient à son tour directeur de l’entreprise. Il demeure 3 rue du Pont à Choisy, maison appelée « le Château », puis 1 avenue de Villeneuve à Thiais. Il est marié à Elise de Geiger, fille d'Alexandre de Geiger, industriel faïencier et homme politique, fils du baron Charles-Léopold de Geiger (1778-1835) et de Caroline Louise-Augusta-Frédérica von Kalb, de Saxe-Weimar (1772-1862). Alexandre de Geiger dirige les Faienceries de Sarreguemines que lui a léguées son beau-père Paul Utzschneider[5],[6].

En 1878, la société anonyme Hippolyte Boulenger et Cie est créée.
En 1889, Hippolyte Boulenger obtient les deux tiers du marché des revêtements muraux des tunnels du métro parisien, ce qui motive le déménagement du siège social à Paris, 18, rue de Paradis (10e arrondissement). La faïencerie n’est d’ailleurs connue par certains que pour ces carreaux de grès biseautés de 7,5 cm par 15 cm en émail blanc parcourant les couloirs du métro parisien. Sur le site de Choisy, l'usine diversifie sa production dans les carreaux et décors de façade.
En 1892, Paul Boulenger (1868-1937), fils d'Hippolyte, prend la succession de la faïencerie au décès de son père. Louis Privé, petit-fils d’Hippolyte, fils de Thérèse Boulenger, épouse de Julien Privé, devient administrateur et est accompagné dans sa tâche par son cousin Jean Boulenger, fils de Paul Boulenger et Madeleine Le Harivel du Rocher.
De 1906 à 1936, la société Boulenger exploite la carrière d'argile dans le Roumois. En 1920, l'entreprise rachète les « Faïenceries de Creil et Montereau » (la manufacture de Creil est fermée depuis 1895), ce qui donne naissance au groupe HBCM (Hippolyte Boulenger-Creil-Montereau). À Choisy, les effectifs passent de 300 en 1900 à 1 400 en 1930.

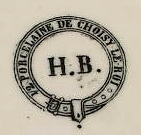
Cachet Hippolyte Boulenger.
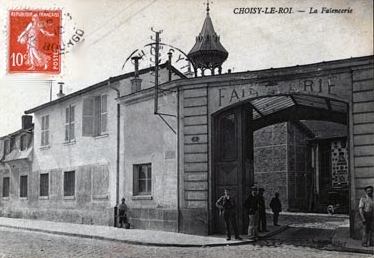
Faïencerie Boulenger à Choisy vers 1910.
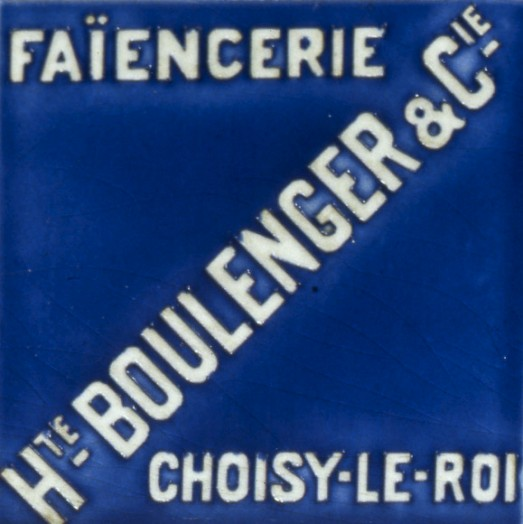
Détail d'un carreau signé Boulenger, station Solférino, métro de Paris.

#### Gondoles (Choisy-le-Roi)
Hippolyte Boulenger lance le projet de transformer les Gondoles de Choisy-le-Roi en cité ouvrière, un projet qui sort des sols à partir de 1890. Les Boulenger sont alors les principaux propriétaires de la zone des Gondoles, et lancent un système novateur de prêt à ses employés pour acquérir des parcelles de terre pour y construire leurs logements,. Paternaliste, la société Boulenger offre à ses ouvriers une caisse d'épargne, une société de secours mutuel, une caisse d'assurance contre les accidents, une coopérative alimentaire, une crèche (2 mois à 3 ans), un asile pour enfants (3 ans à 13 ans) et une école de garçons (puis un internat d'apprentis en 1883). Un tiers de la ville de Choisy appartient aux Boulenger.
Paul Boulenger entreprend la construction d'immeubles dans le quartier des Gondoles, notamment le n° 6-8 avenue d'Alfortville construit en 1929, et l'« immeuble Boulenger » de 350 logements en face de l'usine.

#### Magasins Boulenger, Paris
En 1889, le siège social de la société est transféré à Paris, 18, rue de Paradis (10e arrondissement) dans un nouveau bâtiment. Une borne historique a été apposée par la ville de Paris. Une large part des murs intérieurs du bâtiment sont recouverts de décors de faïence. Hippolyte Boulenger obtient les deux tiers du marché des revêtements muraux des tunnels du métro parisien, ce qui motive probablement le déménagement du siège social à Paris. La faïencerie n’est d’ailleurs connue par certains que pour ces carreaux de grès biseautés de 7,5 cm par 15 cm en émail blanc parcourant les couloirs du métro parisien. La rue de Paradis est déjà occupée par les cristalleries Baccarat et Saint-Louis.
Paul Boulenger choisit les architectes Georges Jacottin et Ernest Brunnarius pour construire un bâtiment servant les fonctions d'entrepôt et de vitrine commerciale. Le bâtiment d'inspiration Renaissance est construit sur un terrain étroit. Les lettres dorés « H. Boulenger » sont aposées sur le haut de la façade. Le céramiste A.-J. Arnoux assure la plupart des décorations. Le bâtiment est classé monument historique en 1981.

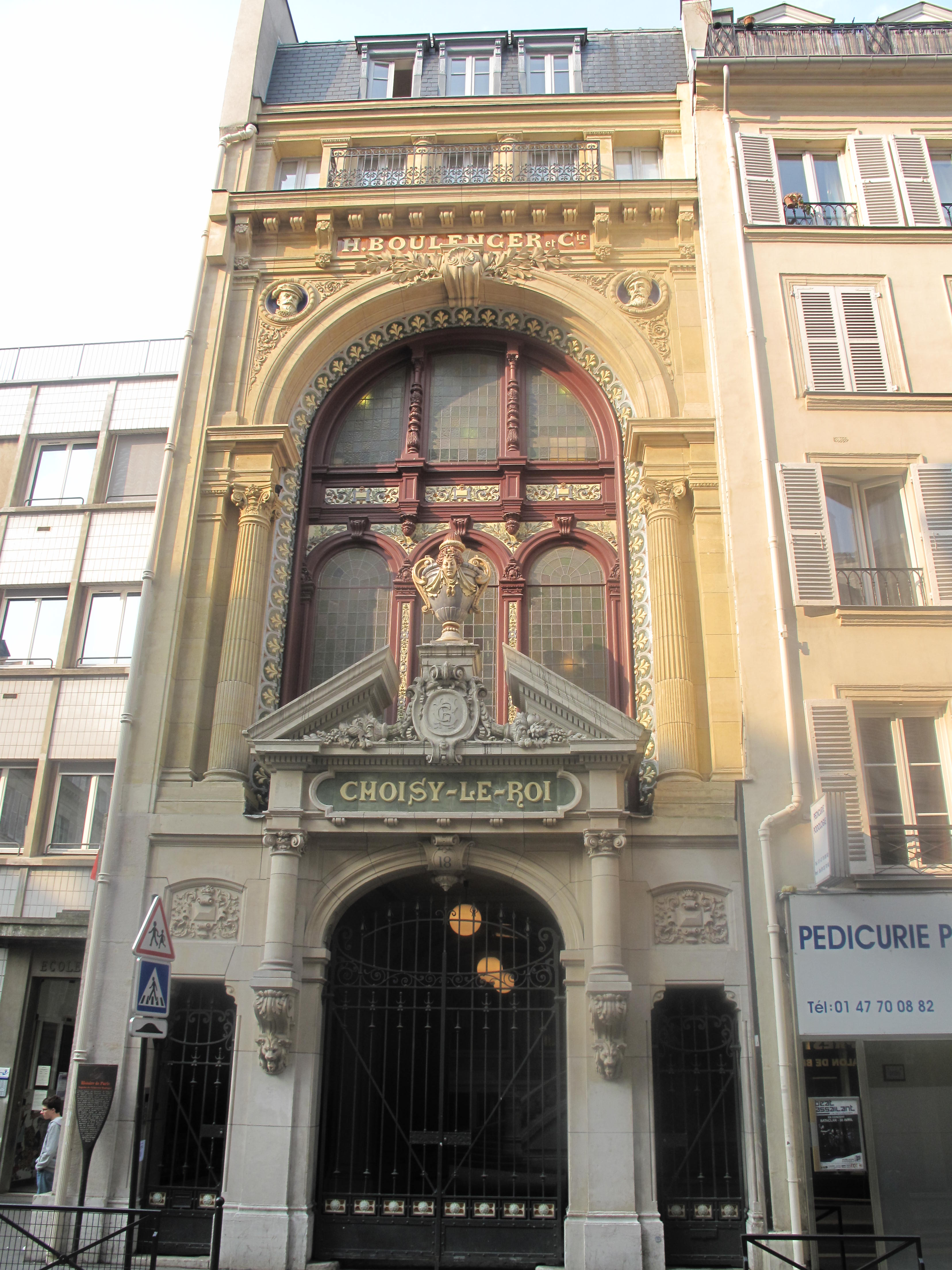
Façade, rue de Paradis.
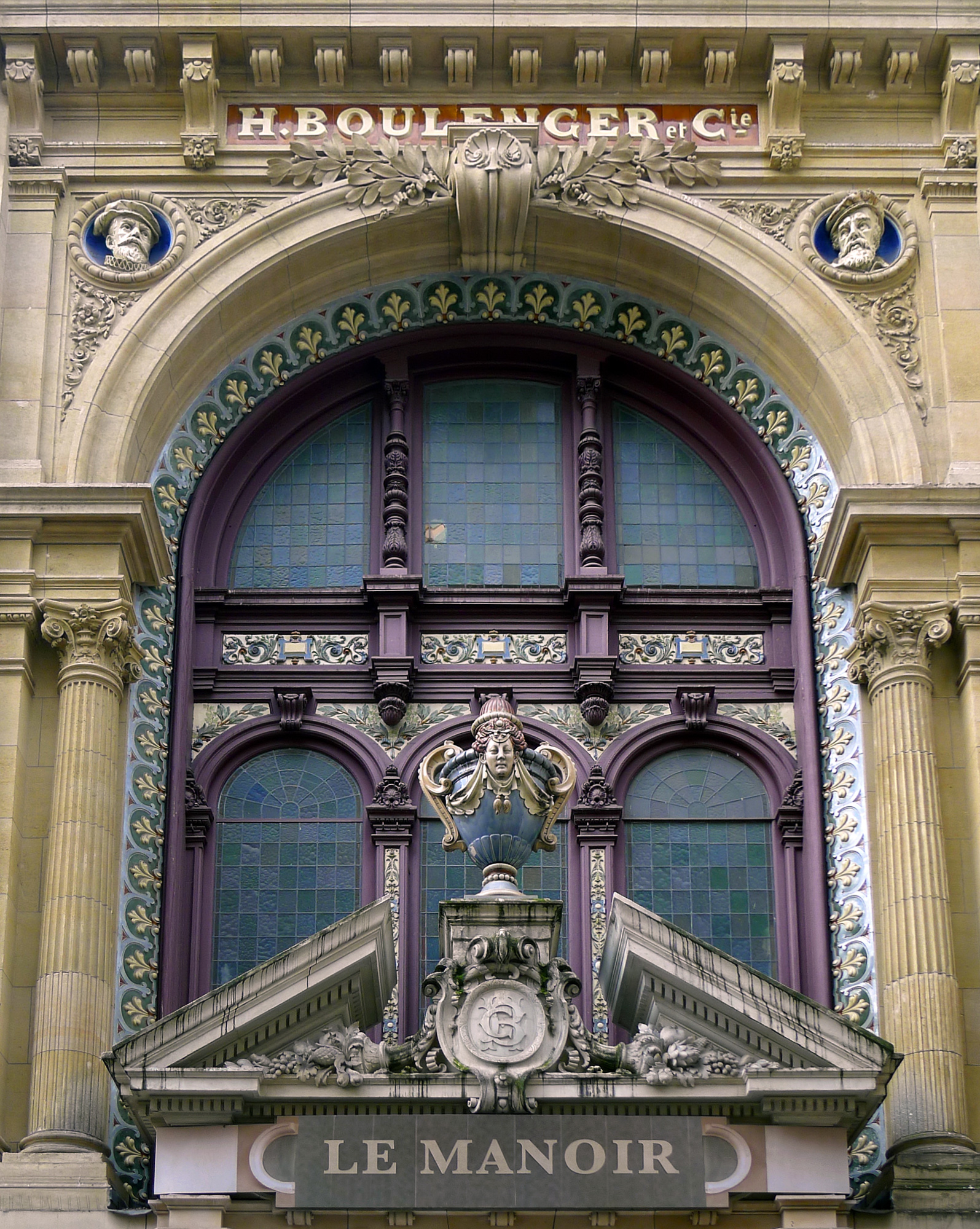
Façade, rue de Paradis.
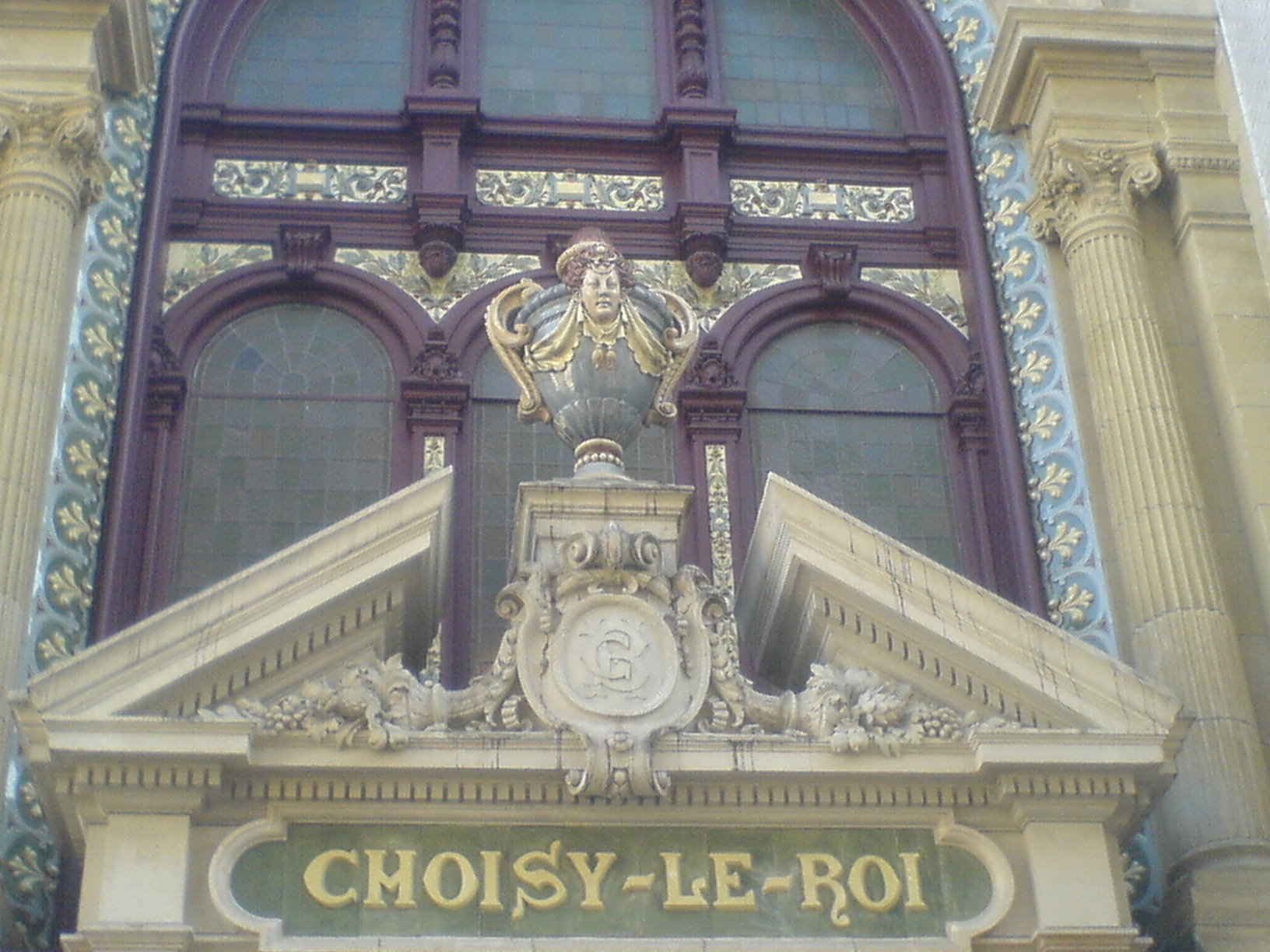
Détail de la façade.
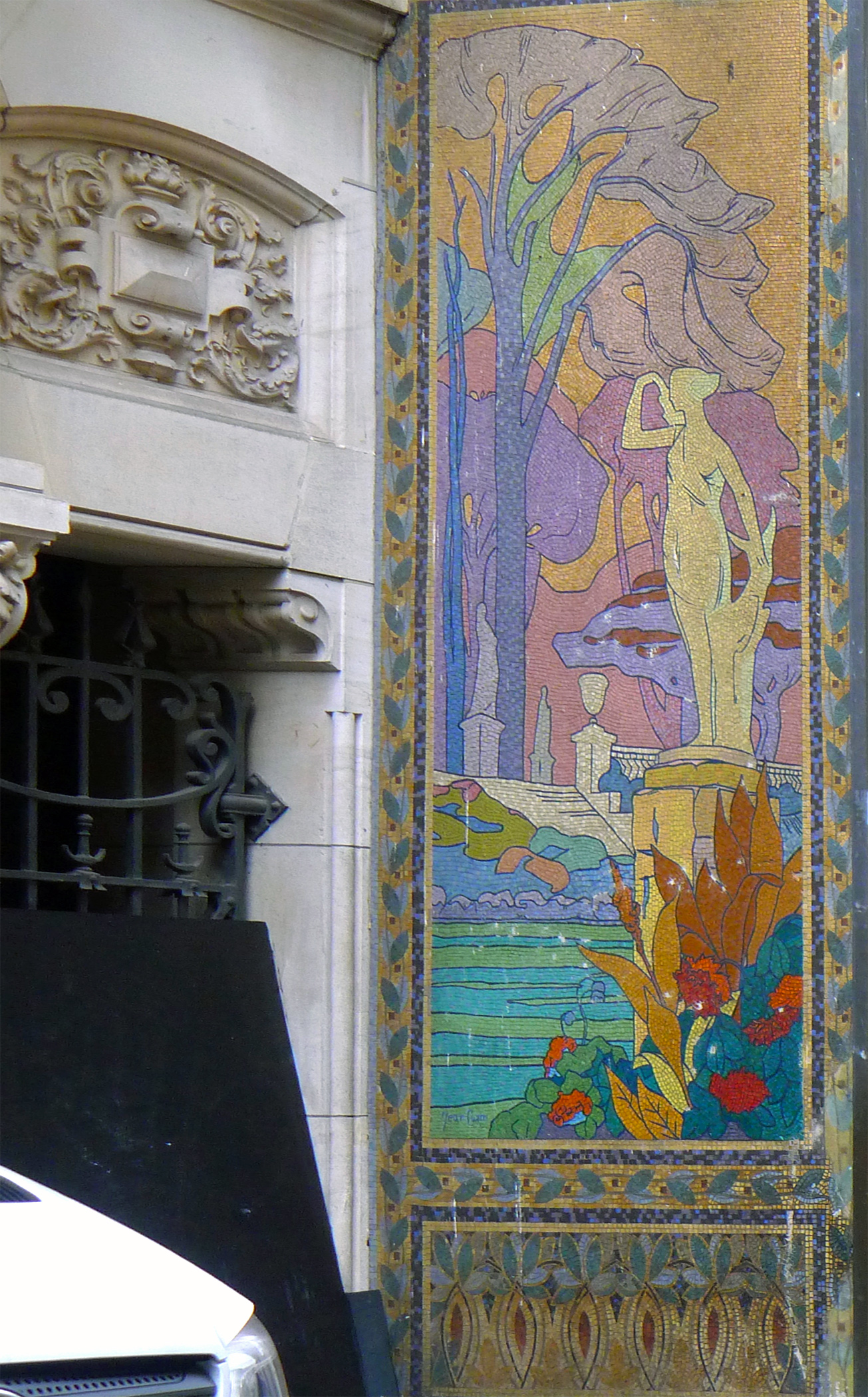
Faïence à l'entrée du bâtiment.

#### Maison Boulenger, Auneuil
La maison Boulenger à Auneuil est construite en 1885 par les frères Aimé Jean-Baptiste et Joseph Achille Boulenger. La maison servait de démonstration publicitaire du savoir-faire de l'entreprise Boulenger. La maison est classée monument historique en 1901.
En 2019, l'ancien site industriel Boulenger d'Auneuil, propriété de la commune depuis 1991 et dans lequel la maison de maître est classée, entame sa transformation en zone résidentielle,.

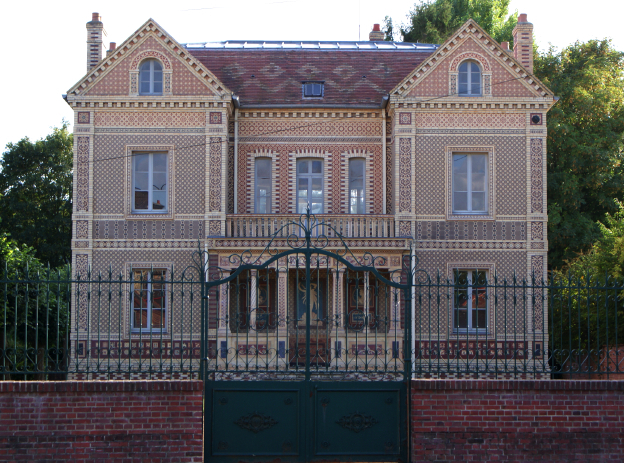
Maison Boulenger.
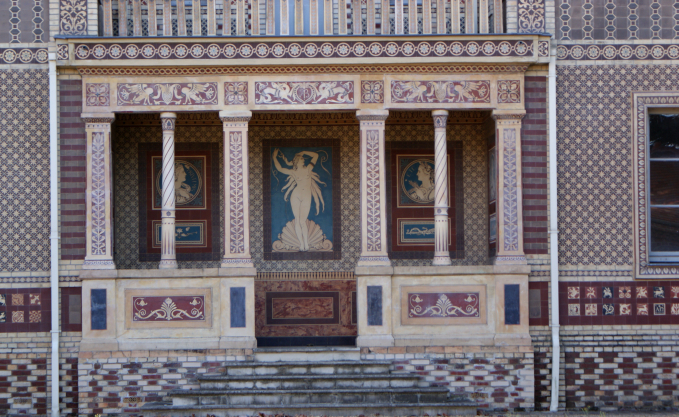
Détail de la façade.
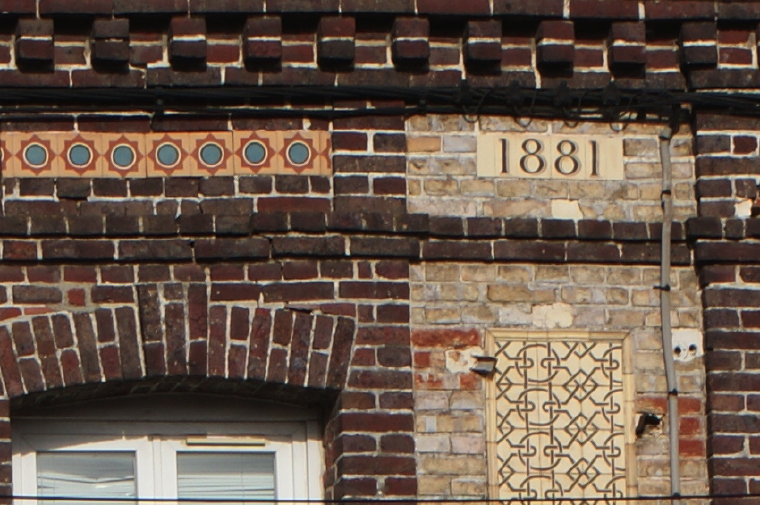
Détail de la façade.
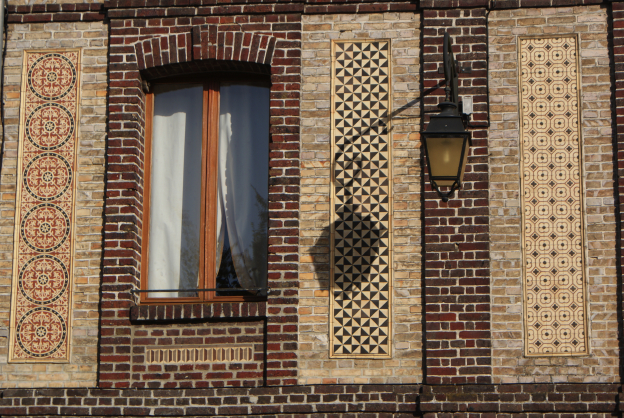
Détail de la façade.
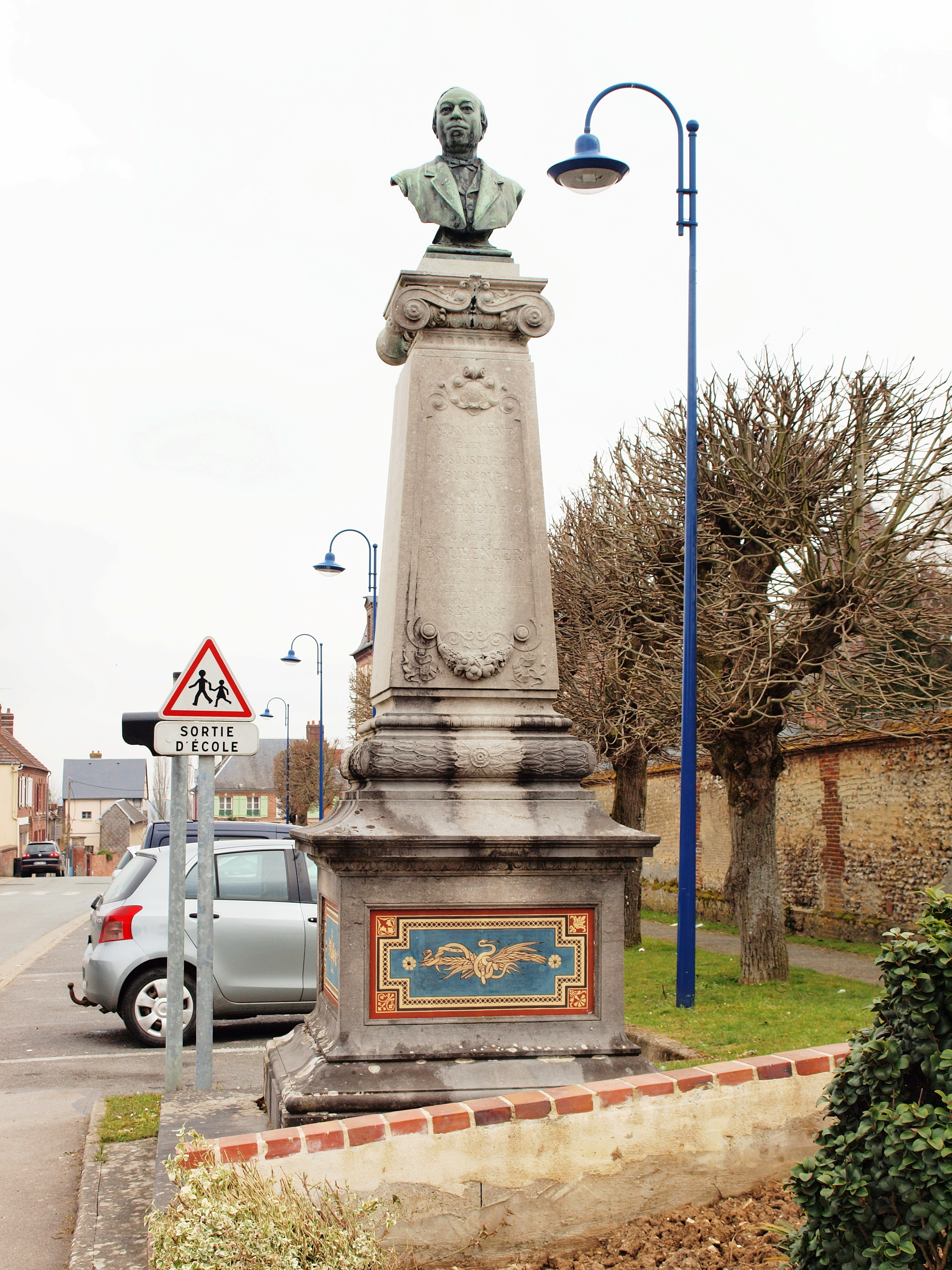
Mémorial Boulenger à Auneuil.
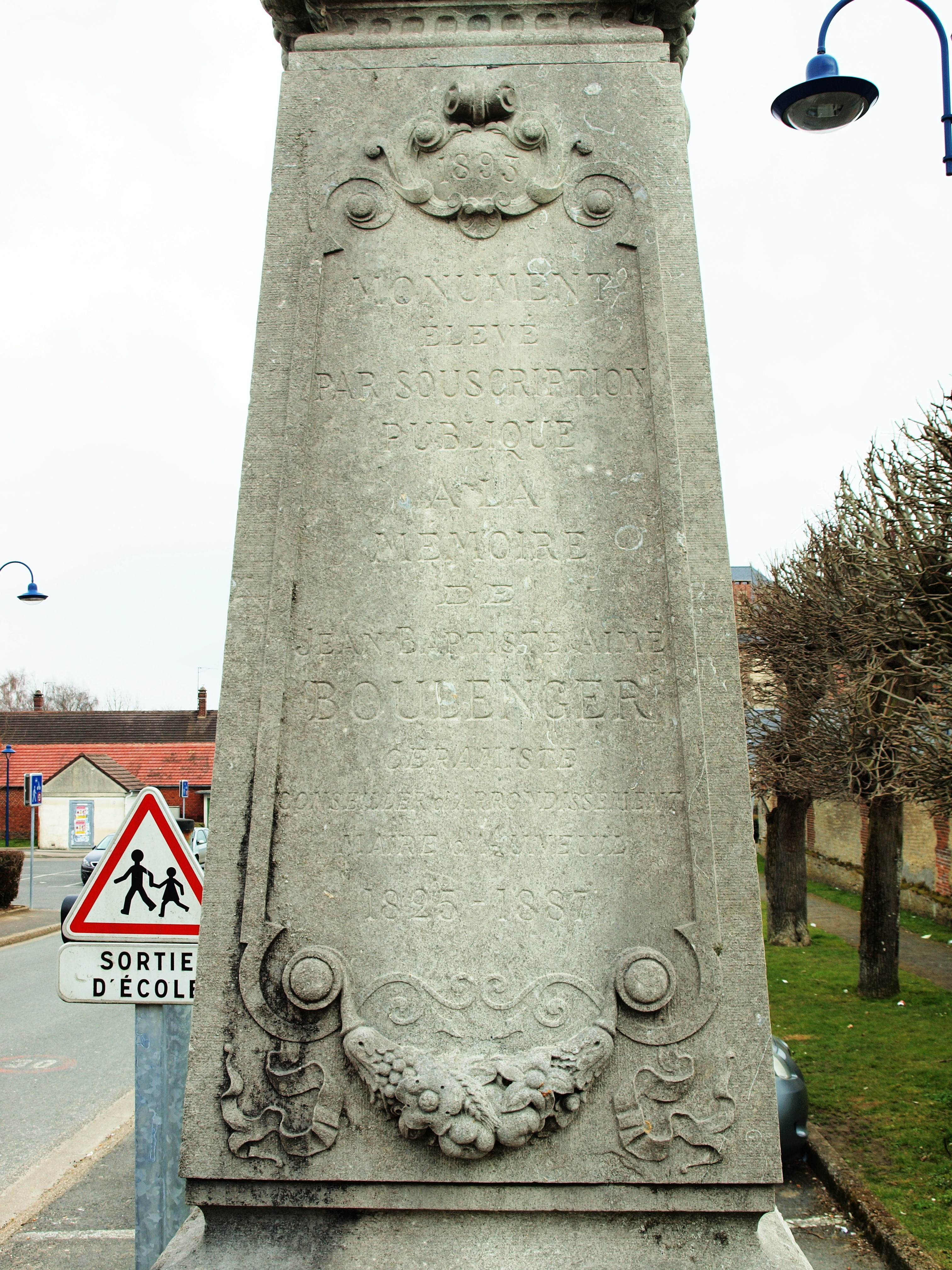
Inscription mémorial Boulenger à Auneuil.
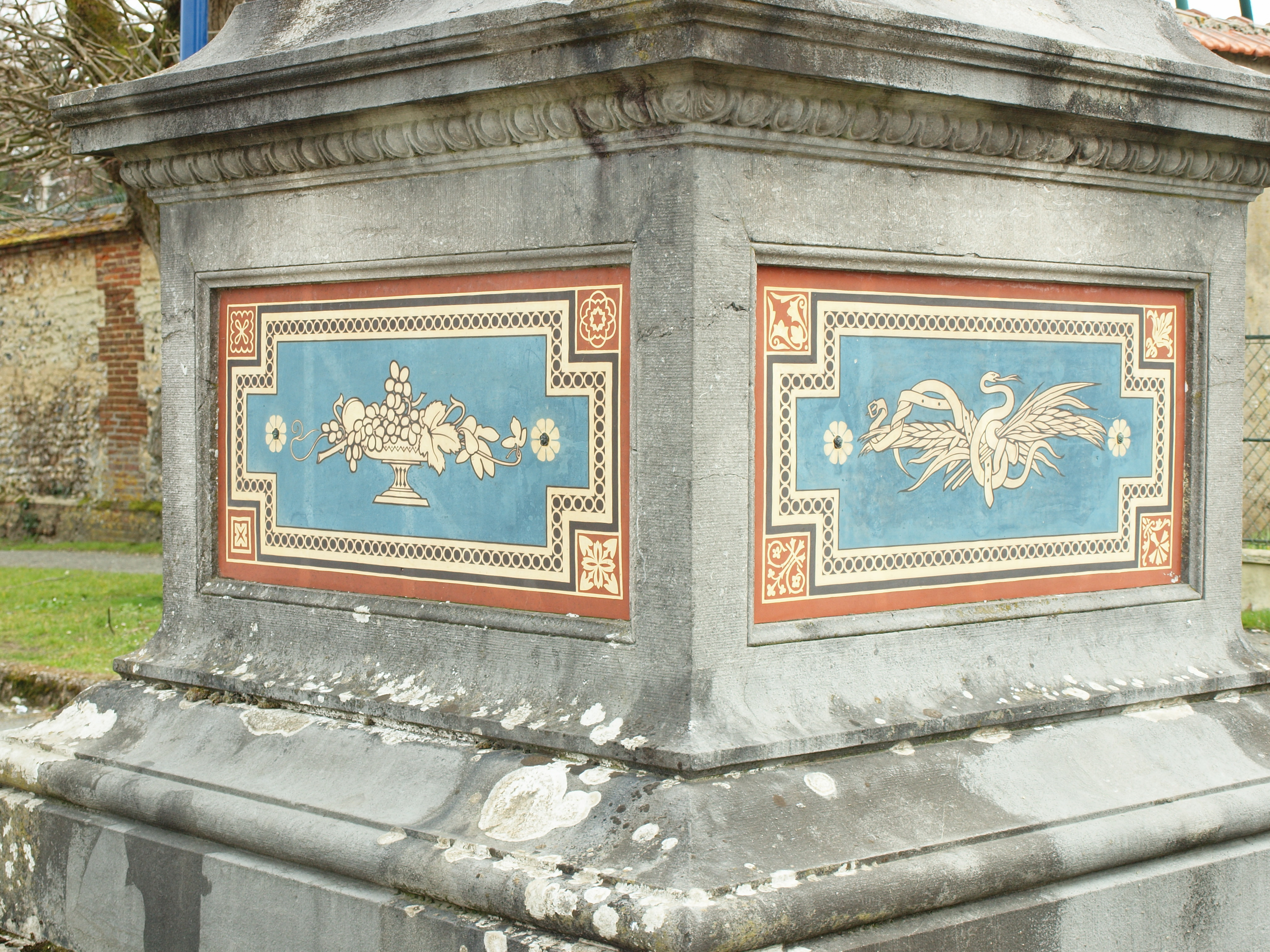
Socle mémorial Boulenger à Auneuil.

### Déclin
Vers 1930, environ deux cent mille carreaux Métro sont produits par semaine, soit environ quarante mille par jour. À partir des années 1930, Boulenger développe fortement ses activités de revêtement de sol coulé en caoutchouc. En 1936, l'usine de Choisy-le-Roi ferme ses portes. Une entreprise de céramique spécialisée dans la production d'articles funéraires est créée à Alençon, 112, avenue de Quackenbruck. Elle se classe au troisisème rang mondial des usines d'ornements funéraires en céramique, mais ses effectifs déclinent à partir des années 1950. En 1955, la manufacture de Montereau ferme ses portes.
En 1967 est créée la société anonyme Établissement Boulenger, entreprise de revêtements, qui deviendra la société Boulenger active aujourd'hui.
En 1971, la manufacture d'Alençon prend la raison sociale S.A.R.L. Boulenger céramique d'Alençon. En 1980, la fabrique d'Auneuil est renommée Sapca (Société anonyme des produits céramiques d’Auneuil) et se tourne vers les carreaux 10x10, mais ferme quelques années plus tard. En 1987, la manufacture d'Alençon cesse ses activités. Elle est détruite en 1995.

### Revêtements
En septembre 2018, Boulenger lance le premier procédé de revêtement d'encapsulage des sols amiantés (Wigoflex).

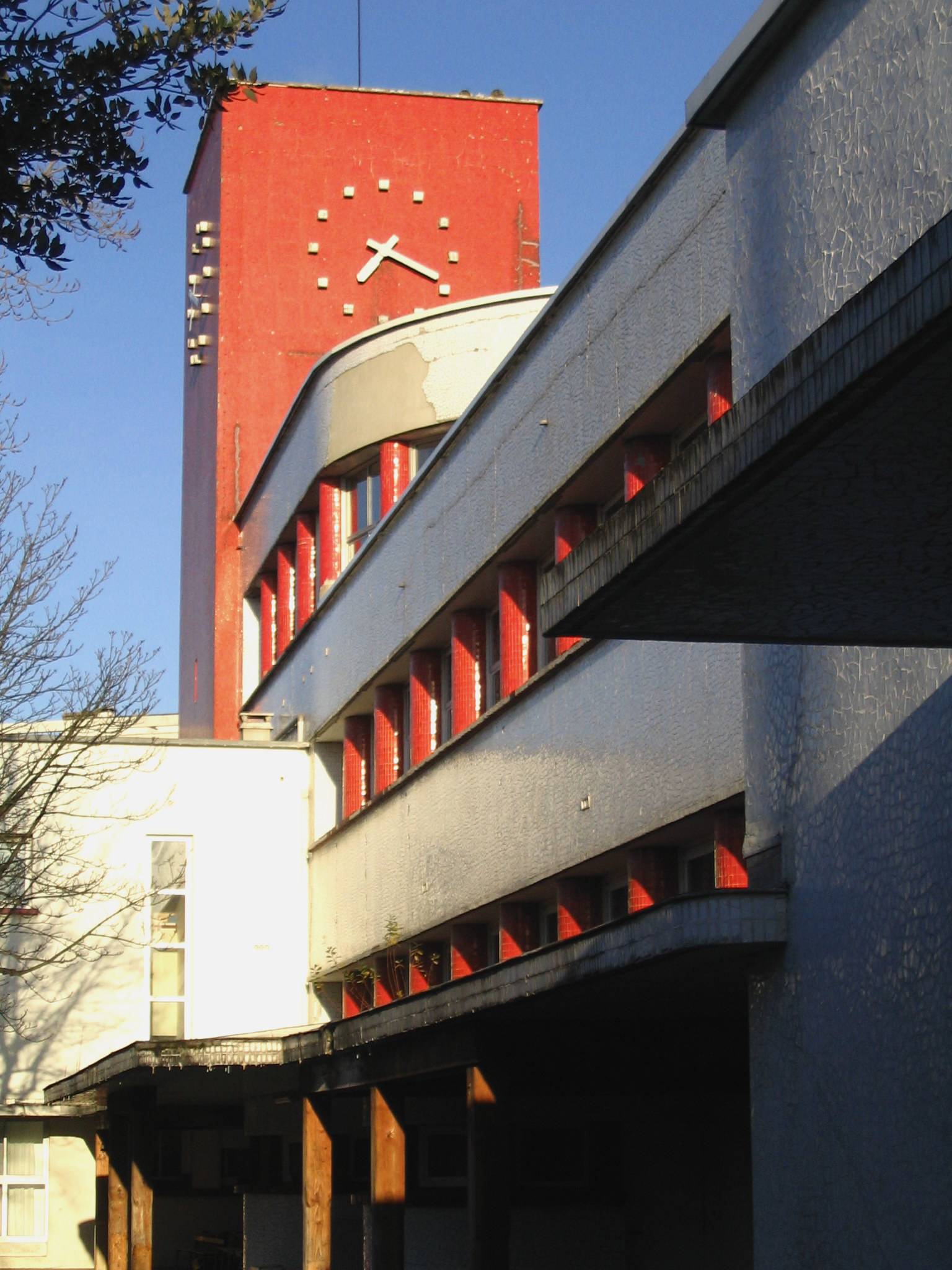
Les bâtiments en béton du groupe scolaire Condorcet (Maisons-Alfort) sont recouverts de pâte de verre fabriquée par Boulenger[21].

## Activités
Boulenger est une entreprise française spécialisée dans le carrelage, les revêtements plastiques et de moquettes et une spécialisation dans les revêtements spéciaux par coulage dérivés de la technique Granilastic.
50% de sa production est destinée à l'export.

## Œuvres importantes

### Construction
- Tunnels en carreaux blancs du métro de Paris[2]
- Immeuble à gradins d'Henri Sauvage (1912)[22], 26, rue Vavin, Paris

### Art
- Vase à couvercle par Louis-Robert Carrier-Belleuse vers 1885.
- Femme jouant au viole de gambe par Louis-Robert Carrier-Belleuse, vers 1880-1897

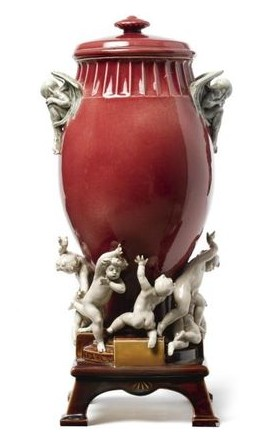
Vase à couvercle, Louis-Robert Carrier-Belleuse (vers 1885, Hautin-Boulenger).
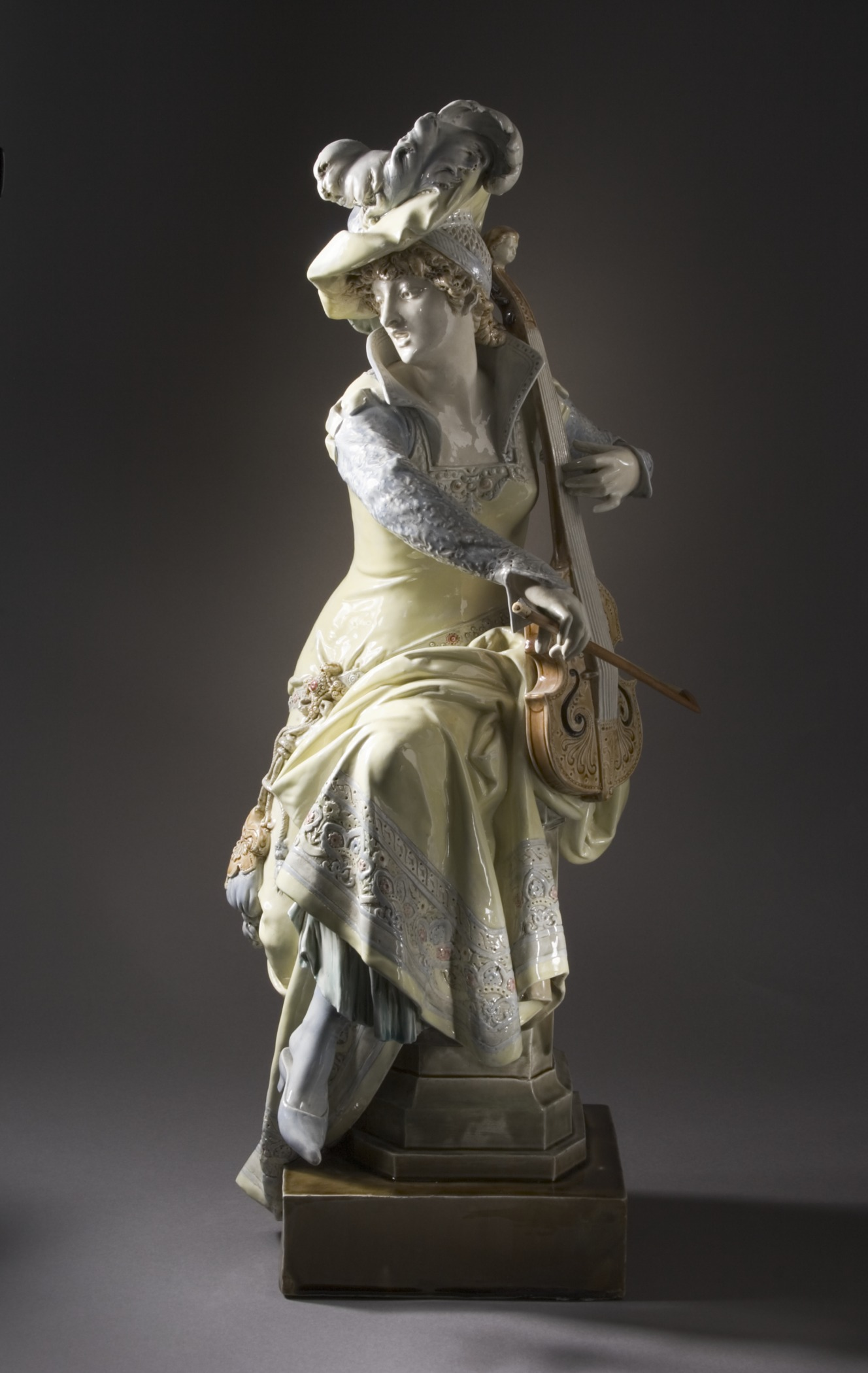
Femme jouant au viole de gambe, Louis-Robert Carrier-Belleuse (vers 1880-1897)